# مارماهی بزرگ آمریکایی
مارماهی بزرگ آمریکایی (نام علمی: Conger oceanicus) نام یک گونه از سرده مارماهی‌های بزرگ است.